# Volker Issmer
Volker Issmer (* 1943 in Glatz, Landkreis Glatz, Provinz Niederschlesien; † 26. Juli 2023) war ein deutscher Historiker und Schriftsteller aus Osnabrück.

## Familie und Ausbildung
Die Familie wurde nach dem Zweiten Weltkrieg im Frühjahr 1946 aus Schlesien vertrieben und ließ sich in Kloster Oesede bei Osnabrück nieder. Hier besuchte Issmer die Volksschule und anschließend den altsprachlichen Zweig des Ratsgymnasiums Osnabrück. Der Reifeprüfung folgte ein Studium der Germanistik und Geschichte an der Westfälischen Wilhelms-Universität in Münster. 2003 promovierte er mit der Dissertation Das Arbeitserziehungslager Ohrbeck bei Osnabrück.
Issmer war verheiratet und Vater dreier Söhne.

## Tätigkeit und Forschungsarbeit
Issmer war als Studienrat Lehrer an Höheren Schulen. Nach vorzeitigem Ausscheiden aus dem Schuldienst beschäftigte er sich mit der Erforschung von Zwangsarbeit während des Zweiten Weltkriegs, wobei er sich vorrangig auf das Arbeitserziehungslager Ohrbeck bei Osnabrück konzentrierte. Issmer setzte sich in diesem Zusammenhang erfolgreich für die Zwangsarbeiterentschädigung ehemaliger Häftlinge des Lagers ein. Zusammen mit der „Initiative Augustaschacht“ erwirkte er die Errichtung der Gedenkstätte Arbeitserziehungslager Ohrbeck.
Ab 2005 veröffentlichte Issmer Romane und Bände mit Kurzgeschichten sowie persönliche Aufzeichnungen. Dabei wählte er, wie in dem 2014 erschienenen Roman Mein herzliebster Bruder im Fleisch und in Christo! – Armada –, historische Fakten, in diesem Fall das Blutbad im Gehn, als Ausgangspunkt und schmückte sie dann fiktional aus. In weiteren Werken setzte er sich dokumentarisch oder literarisch vor allem mit Grundfragen des Nationalsozialismus auseinander, so in: Als Mitläufer (Kategorie IV) entnazifiziert, Die Reise des Grals‚ Der tolle Christian‚ Zahngold und The Master‘s Lot. Die Lesebuchreihe „Fremde Zeit – unsere Zeit“, deren dritter Teil 2016 erschien, beschäftigt sich mit den Einstellungen und Handlungen der Menschen in totalitären Systemen.

## Auszeichnungen
- 2002 Marion-Samuel-Preis
- 2003 Kulturförderpreis des Landschaftsverbandes Osnabrücker Land
- 2003 Ehrengabe der Stadt Georgsmarienhütte
- 2016 Bürgermedaille der Stadt Osnabrück[6]

## Bücher
- Niederländer im verdammten Land. Steinbacher Druck, Osnabrück 1998, ISBN 3-9805661-0-2.
- Das Arbeitserziehungslager Ohrbeck bei Osnabrück. Steinbacher Druck, Osnabrück 2000, ISBN 3-9805661-9-6.
- Als „Mitläufer“ (Kategorie IV) entnazifiziert – Die Memoiren meines Vaters. AT Edition, Münster 2001, ISBN 3-89781-007-7.
- Zwangsarbeit und „Arbeitszucht“ am Beispiel Augustaschacht: Region im Unterricht – Materialien. Rasch, Bramsche 2002, ISBN 3-935326-13-0.
- Die Reise des Grals. Aufzeichnungen eines Herbstes zwischen Ohrbeck und Tecklenburg. Books on Demand 2005, ISBN 3-8334-2486-9.
- Der tolle Christian. AT Edition, Münster 2006, ISBN 3-89781-095-6.
- Zahngold. Geest-Verlag, Vechta 2008, ISBN 978-3-86685-136-8.
- The Master’s Lot. Geest-Verlag, Vechta 2009, ISBN 978-3-86685-191-7.
- Fremde Zeit – Unsere Zeit. Ein Lesebuch – Teil I. Geest-Verlag, Vechta 2011, ISBN 978-3-86685-266-2.
- Fremde Zeit – Unsere Zeit. Ein Lesebuch – Teil II. Geest-Verlag, Vechta 2012, ISBN 978-3-86685-381-2.
- Mein herzliebster Bruder im Fleisch und in Christo! – Armada –. Geest-Verlag, Vechta 2014, ISBN 978-3-86685-500-7.
- Fremde Zeit – Unsere Zeit. Ein Lesebuch – Teil III. Geest-Verlag, Vechta 2016, ISBN 978-3-86685-581-6.[7]
- Alparslan. Eine politische Utopie. Geest-Verlag, Vechta 2017, ISBN 978-3-86685-641-7.[8]
- Geschichten vom Fluss – Der Haseraum in Wort und Bild. Geest-Verlag, Vechta 2020, ISBN 978-3-86685-806-0.[9]